# Championnat de Finlande de football 2000
Navigation
Saison précédente Saison suivante
La saison 2000 du Championnat de Finlande de football est la 70e édition de la première division finlandaise à poule unique, la Vikkausliiga. Les douze clubs de l'élite jouent les uns contre les autres trois fois au cours de la saison. En fin de championnat, le dernier du classement est directement relégué en Ykkönen tandis que le club classé 11e dispute un barrage face au 2e de D2.
C'est le tenant du titre, le Haka Valkeakoski qui termine en tête du championnat devant le Jokerit Helsinki et MyPa 47 Anjalankoski. C'est le 8e titre de champion de Finlande de son histoire.

## Les 12 clubs participants
| - Haka Valkeakoski - Jokerit Helsinki - MyPa 47 Anjalankoski - HJK Helsinki - FC Jazz Pori - Inter Turku | - FC Lahti - RoPS Rovaniemi - VPS Vaasa - TPS Turku - KTP Kotka - Tampere United - Promu de D2 |

## Compétition

### Classement
Le barème de points servant à établir le classement se décompose ainsi :
- Victoire : 3 points
- Match nul : 1 point
- Défaite : 0 point

| Rang | Équipe               | Pts | J  | G  | N  | P  | Bp | Bc | Diff |
| ---- | -------------------- | --- | -- | -- | -- | -- | -- | -- | ---- |
| 1    | Haka Valkeakoski T   | 66  | 33 | 20 | 6  | 7  | 56 | 20 | +36  |
| 2    | FC Jokerit           | 62  | 33 | 16 | 14 | 3  | 56 | 26 | +30  |
| 3    | MyPa 47 Anjalankoski | 61  | 33 | 18 | 7  | 8  | 50 | 34 | +16  |
| 4    | HJK Helsinki C       | 57  | 33 | 16 | 9  | 8  | 51 | 33 | +18  |
| 5    | FC Jazz Pori         | 53  | 33 | 14 | 11 | 8  | 41 | 32 | +9   |
| 6    | Tampere United P     | 46  | 33 | 12 | 10 | 11 | 48 | 52 | -4   |
| 7    | FC Inter Turku       | 40  | 33 | 11 | 7  | 15 | 47 | 54 | -7   |
| 8    | FC Lahti             | 39  | 33 | 10 | 9  | 14 | 36 | 35 | +1   |
| 9    | RoPS Rovaniemi       | 36  | 33 | 10 | 6  | 17 | 35 | 50 | -15  |
| 10   | VPS Vaasa            | 34  | 33 | 8  | 10 | 15 | 38 | 42 | -4   |
| 11   | TPS Turku            | 27  | 33 | 7  | 6  | 20 | 30 | 75 | -45  |
| 12   | KTP Kotka            | 22  | 33 | 5  | 7  | 21 | 29 | 64 | -35  |

|  | Qualifié pour la Ligue des champions de l'UEFA 2001-2002                  |
|  | Qualifié pour la Coupe UEFA 2001-2002                                     |
|  | Qualifié pour la Coupe Intertoto 2001                                     |
|  | Barrage de promotion-relégation en 2e division                            |
|  | Relégation en 2e division                                                 |
|  | T : Tenant du titre C : Vainqueur de la Coupe de Finlande P : Promu de D2 |

### Matchs

#### Barrage promotion-relégation
La dernière place en Veikkausliiga se joue entre le 11e de D1 et le 2e de D2 lors d'un barrage disputé en matchs aller et retour.

Cette saison, c'est le TPS Turku, 11e de première division, qui affronte l'Atlantis Helsinki, pensionnaire de D2, pour conserver sa place parmi l'élite.
| Équipe 1               | Résultat | Équipe 2       | Aller | Retour |
| ---------------------- | -------- | -------------- | ----- | ------ |
| Atlantis Helsinki (D2) | 5 - 2    | TPS Turku (D1) | 4 - 1 | 1 - 1  |

- Atlantis Helsinki remporte le barrage et accède à la Veikkausliiga.

## Bilan de la saison
| Championnat de Finlande de football 2000-2001                   |                             |
| Champion                                                        | Haka Valkeakoski (8e titre) |
| Coupes et trophées                                              |                             |
| Vainqueur de la Coupe de Finlande 2000-2001                     | HJK Helsinki                |
| Qualifications continentales                                    |                             |
| Ligue des clubs champions 2001-2002 (1er tour de qualification) | Haka Valkeakoski            |
| Coupe UEFA 2001-2002                                            | Jokerit Helsinki            |
| Coupe UEFA 2001-2002                                            | HJK Helsinki                |
| Coupe UEFA 2001-2002                                            | MyPa 47 Anjalankoski        |
| Coupe Intertoto 2001                                            | FC Jazz Pori                |
| Promotions et relégations                                       |                             |
| Promus en Veikkausliiga                                         | KuPS Kuopio                 |
| Promus en Veikkausliiga                                         | Atlantis Helsinki           |
| Relégués en Ykkonenliiga                                        | KTP Kotka                   |
| Relégués en Ykkonenliiga                                        | TPS Turku                   |

## Meilleurs buteurs
| Pos | Joueur          |  | Club             | Buts |
| --- | --------------- |  | ---------------- | ---- |
| 1   | Shefki Kuqi     |  | Jokerit Helsinki | 19   |
| 2   | Richard Teberio |  | Inter Turku      | 14   |
| 2   | Jari Niemi      |  | Tampere United   | 14   |
| 4   | Valeri Popovits |  | Haka Valkeakoski | 13   |
| 5   | Mauri Keskitalo |  | KTP Kotka        | 13   |